# Svea trängkår
Svea trängkår (T 1) var ett trängförband inom svenska armén som verkade i olika former åren 1891–1997. Förbandsledningen var förlagd i Linköpings garnison i Linköping.

## Historia

### Bildandet
Förbandet har sitt ursprung i Trängbataljonen som delades upp 1891 i två bataljoner, Svea trängbataljon och Göta trängbataljon. Svea trängbataljon övertog den förläggning som Trängbataljonen hade haft vid Högre artilleriläroverkets tidigare lokaler i Marieberg i Stockholm. År 1893 satte bataljonen upp Norrlands trängbataljon, vilken förlades till Fredrikshovs slott innan bataljonen 1898 omlokaliserades till Sollefteå garnison. År 1902 kom bataljonen att organiseras som Första Svea trängkår. I samband med namnbytet påbörjade kåren med att sätta upp Andra Svea trängkår. År 1904 återfick kåren namnet Svea trängkår samtidigt som Andra Svea trängkår fick namnet Västmanlands trängkår och 1907 omlokaliserades till Salbohed. År 1903 beslutades det att Svea trängbataljon skulle omlokaliseras till Örebro garnison. Kåren lämnade Marieberg 1907 och flyttade in i nybyggda kaserner på Västra Mark i Örebro. 

### Rang- och ordningsnummer
Den rangordning som hade fastställts i 1634 års regeringsform började halta och skapa luckor efter freden i Fredrikshamn den 17 september 1809, då Finland tillföll Ryssland och de svenska regementen i Finland upplöstes. Därmed fanns det ett behov med att skapa ett nytt system. Under kronprins Karl Johans tid infördes 1816 ett nytt numreringssystem, där de svenska regementena genom en generalorder den 26 mars 1816 tillfördes ett officiellt ordningsnummer. Till grund för numreringen låg inte bara ett regementes status, utan också de svenska landskapens inbördes ordning, samt att Svealand, Götaland och Norrland skulle varvas. De lägsta ordningsnumren tilldelades "liv- och hus- trupperna". Dessa nummer hade dock ingenting med rangordningen att göra, vilket bland annat framgår av gamla förteckningar där infanteri- och kavalleriförband är blandade just med hänsyn till rang och värdighet. När Svea trängkår bildades 1891 tilldelades kåren ordningsnumret № 1.
I samband med 1914 års härordning justerades 1914 samtliga ordningsnummer inom armén. För till exempel Svea trängkår innebar det att regementet blev tilldelad beteckningen T 1. Justeringen av beteckningen gjordes för att särskilja regementen och kårer mellan truppslagen. Det med bakgrund till att namn och nummer som till exempel № 3 Livregementets grenadjärkår och № 3 Livregementets husarkår kunde förefalla egendomliga för den som inte kände till att förbanden ifråga tillhörde skilda truppslag.

### 1925 års försvarsbeslut
I samband med försvarsbeslutet 1925 avsågs det att två trängkårer skulle avvecklas. De kårer det gällde var Västmanlands trängkår (T 5) och Östgöta trängkår (T 6). Dock var Östgöta trängkår inte en helt given nedläggningskandidat, då man hade en bättre förläggning än vad Svea trängkår hade. Avgörandet föll på att den äldsta kåren skulle bli kvar. Som en kompromiss i frågan beslutades att Svea trängkår skulle omlokaliseras från Örebro garnison till Linköpings garnison och överta Östgöta trängkårs kaserner. Hösten 1927 påbörjades omlokaliseringen av Svea trängkår och den 1 juni 1928 halades den tretungade fanan för sista gången på Västra Mark i Örebro. Vid flytten följde endast fyra officerare med. Flertalet av de anställda vid Östgöta trängkår blev däremot kvar på sina befattningar.

### 1948 års försvarsbeslut
Genom försvarsbeslutet 1948 beslutade riksdagen att avveckla tygtrupperna och intendenturtrupperna som truppslag. De ingående förbanden i truppslagen uppgick under åren 1948–1951 i trängtrupperna. År 1949 tillkom Första tygkompaniet (Tyg 1) och 1951 tillkom Första intendenturkompaniet (Int 1). Genom den omorganisationen upphöjdes kåren till regemente, och tilldelades namnet Svea trängregemente (T 1).

### OLLI-reformen
I samband med OLLI-reformen vilken genomfördes inom försvaret åren 1973–1975, sammanslogs Livgrenadjärregementet (I 4) med Östergötlands försvarsområde (Fo 41) och bildade 1975 försvarsområdesregemente I 4/Fo 41. Detta medförde att Svea trängregemente som ingick i Östergötlands försvarsområde kom att bli ett B-förband (utbildningsregemente), och dess mobiliserings- och materialansvar överfördes till Livgrenadjärregementet, som blev ett A-förband (försvarsområdesregemente).

### Försvarsbesluten
I försvarsbeslutet 1982 beslutades att regementet skulle avvecklas senast 1987. Beslutet ändrades till att istället reducera regementet till en utbildningsbataljon, för att inordnas den 1 juli 1985 under namnet Svea trängbataljon inom Livgrenadjärregementet (I 4). Dock kvarstod beslutet om att lämna kasernerna på Kaserngatan, och Svea trängbataljon omlokaliserades till Regementsgatan. Från att varit ett utbildningsregemente med sju utbildningskompanier, kom den nya organisationen bestå av en stab och tre utbildningskompanier. Kasernerna som lämnades kom senare att byggas om till ett bostadsområde, T 1. Kaserner har idag givit plats åt hyresgäster och i det gamla idrottshuset på Överstegatan huserar Nike-gymnasterna.
År 1994 avskildes bataljonen från Livgrenadjärregementet, och blev från den 1 juli samma år ett utbildningsförband inom Mellersta militärområdet (Milo M), under namnet Svea trängkår (T 1) och med bibehållen förläggning. Genom försvarsbeslutet 1996 beslutades att kåren tillsammans med samtliga förband inom Linköpings garnison skulle avvecklas senast den 31 december 1997. Svea trängkår hade sin avvecklingsceremoni den 23 augusti 1997, varav kvarvarande delar övergick till en avvecklingsorganisation.

## Verksamhet

### Internationell verksamhet
I mars 1940 avdelades ett bilkompani från Svea trängkår, till att bistå en större utrymningsoperation i sydöstra Finland. En utrymningsoperation som organiserades på grund av de landavträdelser som Finland tvingades till genom Moskvafreden. Bilkompaniet från Svea trängkår kom bland annat att transportera viktig materiel men även flyktingar från Karelen till norra delen av landet. Efter andra världskrigets slut kom Svea trängkår att delta i aktionen Vita bussarna, i syfte att rädda skandinaver (danskar och norrmän samt även svenskar) som satt i tyska koncentrationsläger. Transporterna var ofta farliga, tidskrävande och blev för många traumatiska.

## Förläggningar och övningsplatser
När förbandet bildades 1891 övertogs förläggningen från Trängbataljonen i Marieberg, Stockholm. Den 4 oktober 1907 omlokaliserades förbandet till Örebro. Genom försvarsbeslutet 1925 kom förbandet att verka från Linköpings garnison den 1 januari 1928. I Linköping övertogs Östgöta trängkårs kasernområde på Kaserngatan i Linköping. Kvar i Örebro blev en avvecklingsorganisation fram till den 31 mars 1928. Genom försvarsbeslutet 1982 beslutades bland annat Försvarsmakten skulle lämna kasernerna på Kaserngatan. Det genom att truppslagsskolan skulle omlokaliseras till Skövde garnison, och att Svea trängregemente skulle upplösas och uppgå som Svea trängbataljon i Livgrenadjärregementet. Från den 1 juli 1985 var trängbataljonen förlagd på den sydvästra delen av dubbelkasernområdet vid Regementsgatan i Linköping. Bataljonsledningen förlades till expeditionslokaler i det kanslihus som tillhörde Svea artilleriregemente. Bataljonsledningen var förlagda i Svea artilleriregementes kanslihuset fram till den 31 maj 1990, då de fick nya expeditionslokaler inom Livgrenadjärregementets del av garnisonen. Kasernområdet på Kaserngatan lämnades och övergick till Linköpings kommun ägor den 1 januari 1986.

## Heraldik och traditioner
Trots att Svea trängkår omlokaliserades 1928 från landsdelen Svealand till Götaland bibehöll kåren namnet. Svea trängkår kom tillsammans med Svea artilleriregemente (A 1) att bli de enda "Svea förbanden" som var lokaliserade i Götaland. Svea trängkår är ett av de förband som ingår i den så kallade Mariebergsstenen.
Förbanden inom trängtrupperna saknade till en början en egen fana. Men vid trängtruppernas 50-årsjubileum den 1 september 1935, överlämnade chefen för Östra arméfördelningen Gösta Lilliehöök en fana till Svea trängkår. Fram till avvecklingen av Svea trängkår, förde kåren Östgöta trängkårs traditionerna. Fanan troppades den 23 augusti 1997 i samband med avvecklingen av Svea trängkår. Och traditionsansvaret för kåren överfördes på Göta trängkår från den 1 januari 1998. Sedan den 1 juli 2000 för Göta trängregemente Svea trängkårs fana som en traditionsfana.
Vid avvecklingen 1997 instiftades Svea trängkårs minnesmedalj i silver (SveatrkårMSM). Sedan 1 juli 2000 förs fanan som en traditionsfana av Göta trängregemente, som även vårdar Svea trängkårs traditioner.

## Förbandschefer
Regementschefer samt bataljons- och kårchefer verksamma under perioden 1885-1997:

- 1885–1903: Jakob Oskar Gottfrid Smedmark
- 1903–1916: Nils Gustaf Hallström
- 1917–1918: Berndt Reinhold Martin Festin
- 1919–1922: Oscar Sigfrid Lindström
- 1922–1925: Sven Einar Torsten Carlsson
- 1925–1926: Carl Anders Möller
- 1926–1927: Eric Virgin
- 1927–1927: Gustaf Axel Smith
- 1928–1929: Sven Axel Engdahl
- 1929–1934: Gösta Frössén
- 1934–1944: Gustaf Axel Smith
- 1944–1955: Axel Joseph Einar Qvarnström
- 1955–1958: Bjarne Hemming Natt och Dag
- 1958–1963: Yngve Diurlin
- 1963–1970: Sigurd S:son Melin
- 1970–1974: Sven Torfgård
- 1974–1978: Lennart Önfelt
- 1978–1979: Yngve Ekman
- 1979–1983: Claës Tamm
- 1983–1985: Ragnar Söderberg
- 1985–1987: Kjell Svensson
- 1987–1990: Torolf Nilzén
- 1990–1993: Björn Frykhed
- 1993–1997: Tore Månsson

## Namn, beteckning och förläggningsort
| Kungl. Svea trängbataljon   | 1891-01-31 | – | 1901-12-31 |
| Kungl. Första Svea trängkår | 1902-01-01 | – | 1904-12-07 |
| Kungl. Svea trängkår        | 1904-12-08 | – | 1949-06-30 |
| Kungl. Svea trängregemente  | 1949-07-01 | – | 1974-12-31 |
| Svea trängregemente         | 1975-01-01 | – | 1985-06-30 |
| Svea trängbataljon          | 1985-07-01 | – | 1994-06-30 |
| Svea trängkår               | 1994-07-01 | – | 1997-12-31 |

| № 1 | 1891-01-31 | – | 1914-09-30 |
| T 1 | 1914-10-01 | – | 1997-12-31 |

| Stockholms garnison/Marieberg (F) | 1891-01-31 | – | 1907-10-03 |
| Örebro garnison (F)               | 1907-10-04 | – | 1928-03-31 |
| Linköpings garnison (F)           | 1928-01-01 | – | 1997-12-31 |

## Galleri

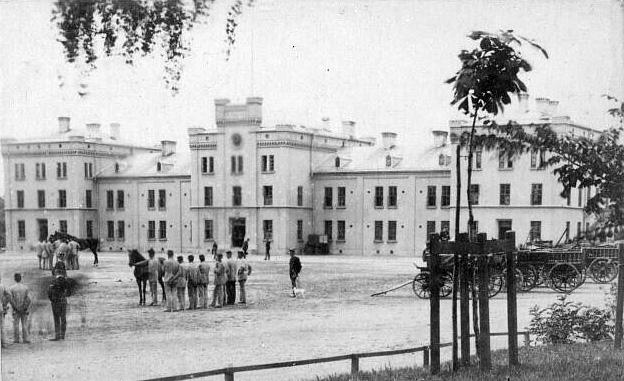
Trängkåren i Marieberg, Stockholm.
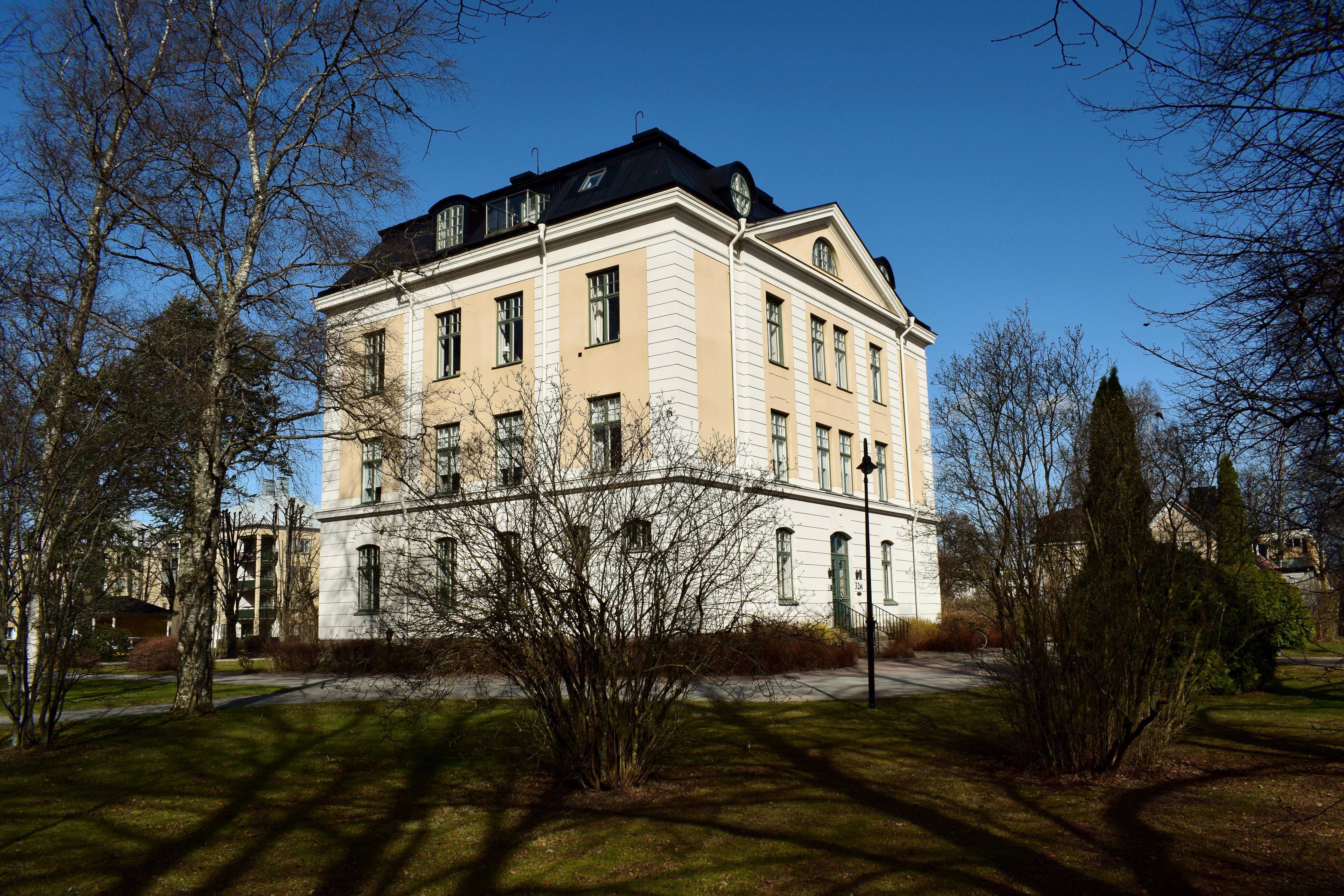
Kanslihuset vid kårens kasernetablissement i Örebro.
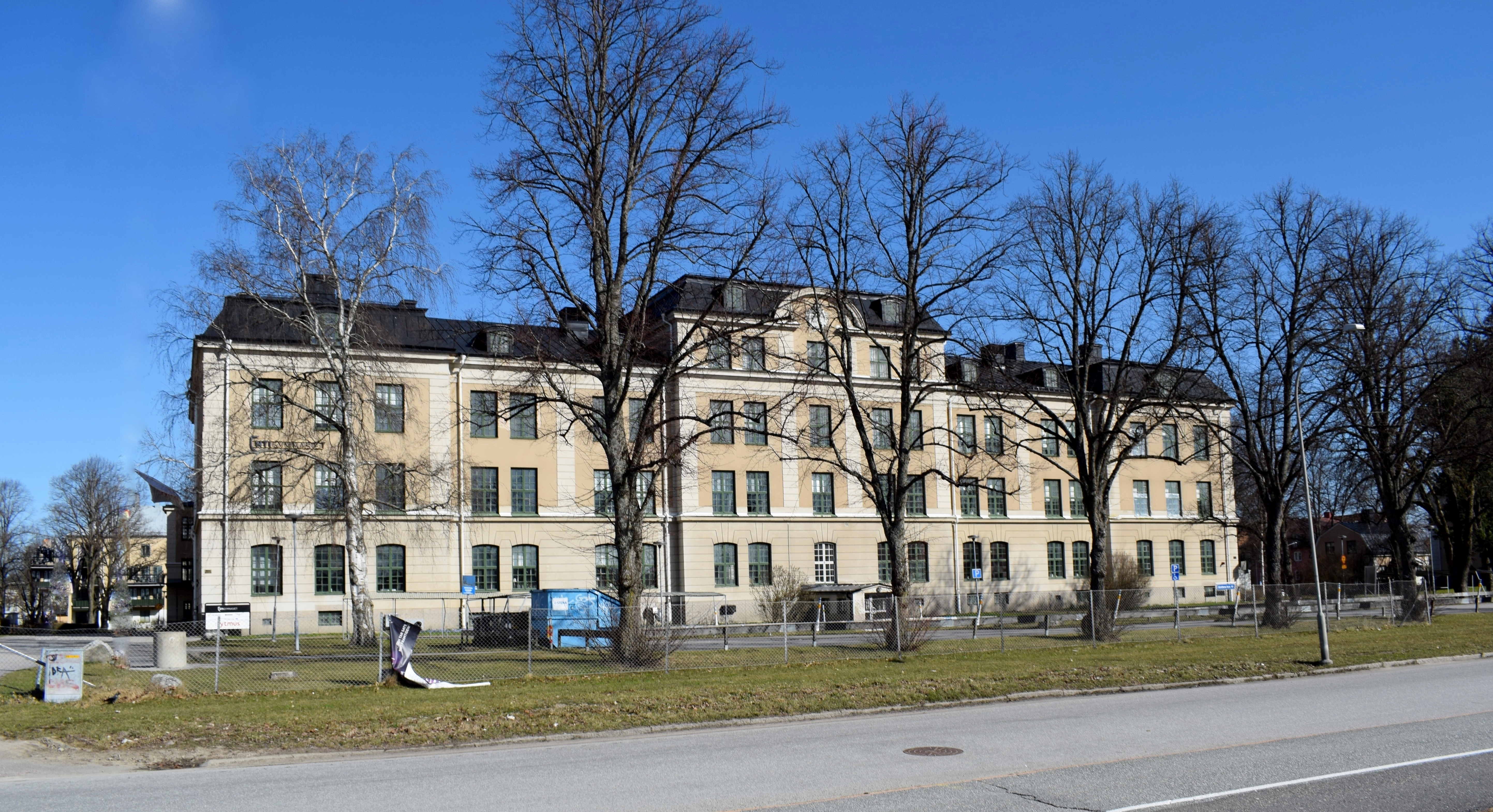
Huvudkasernen vid kårens kasernetablissement i Örebro.
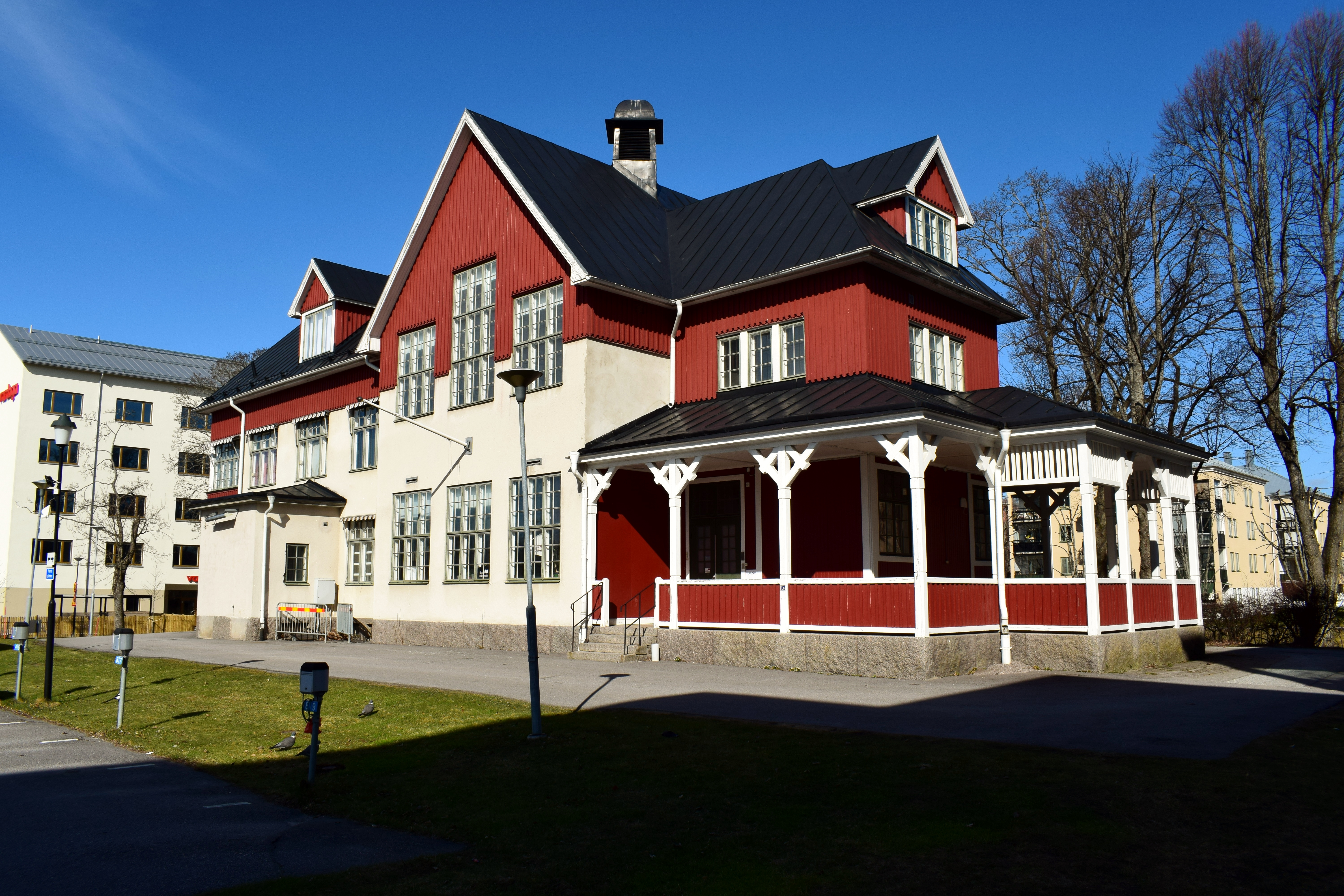
Marketenteriet och underofficersmässen vid kårens kasernetablissement i Örebro.
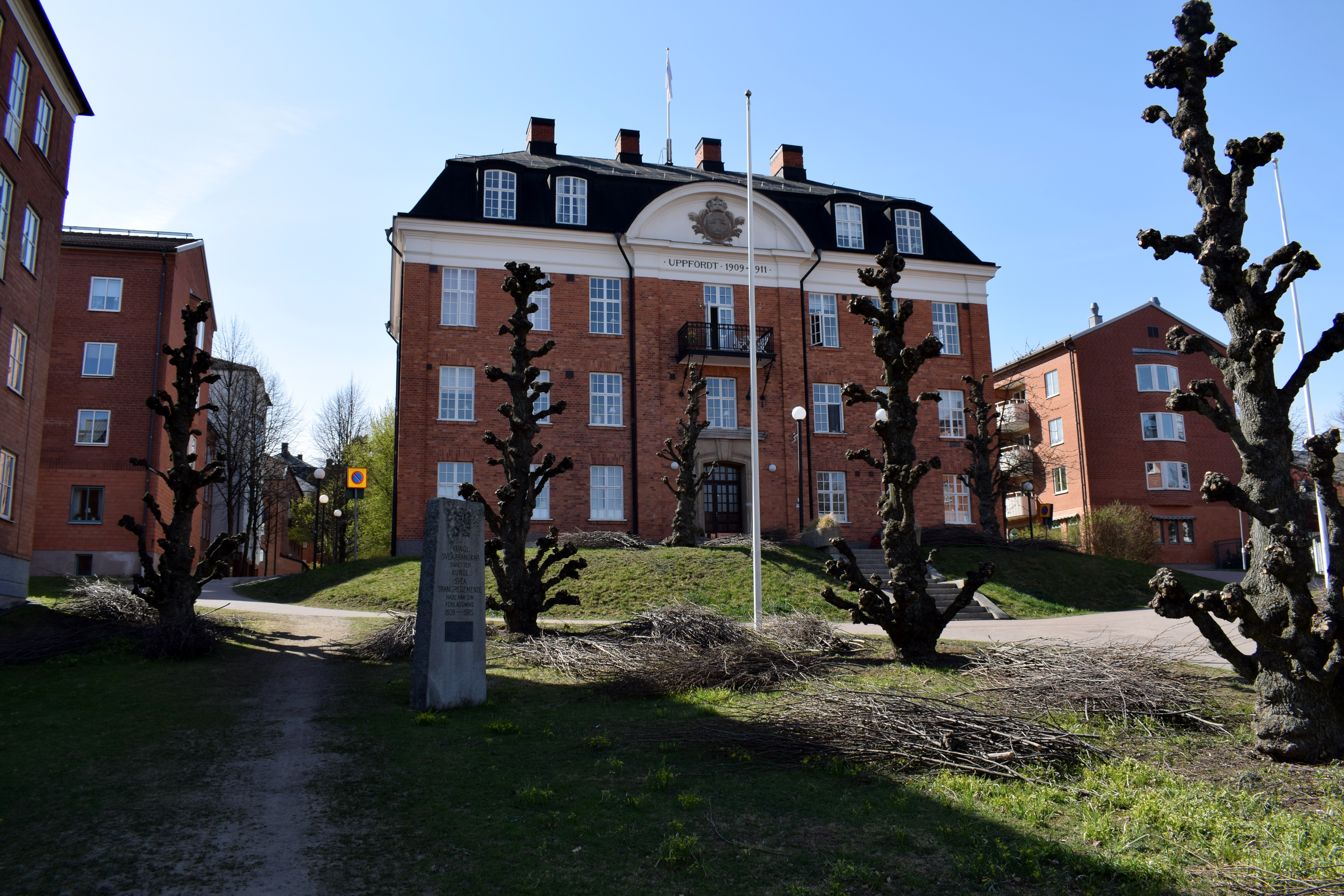
Kanslihuset (framsidan) vid kårens kasernetablissement i Linköping.
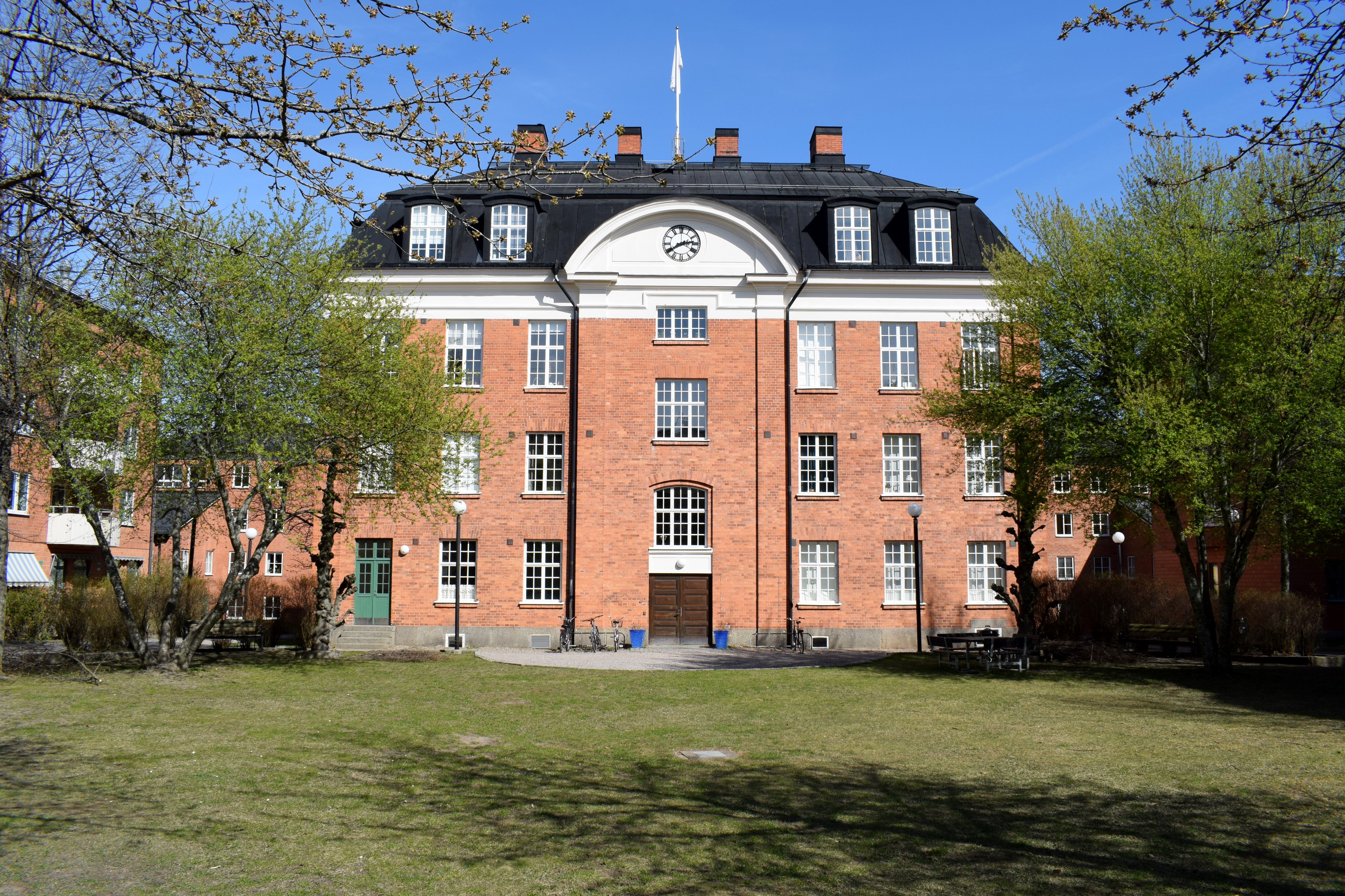
Kanslihuset (baksidan) vid kårens kasernetablissement i Linköping.
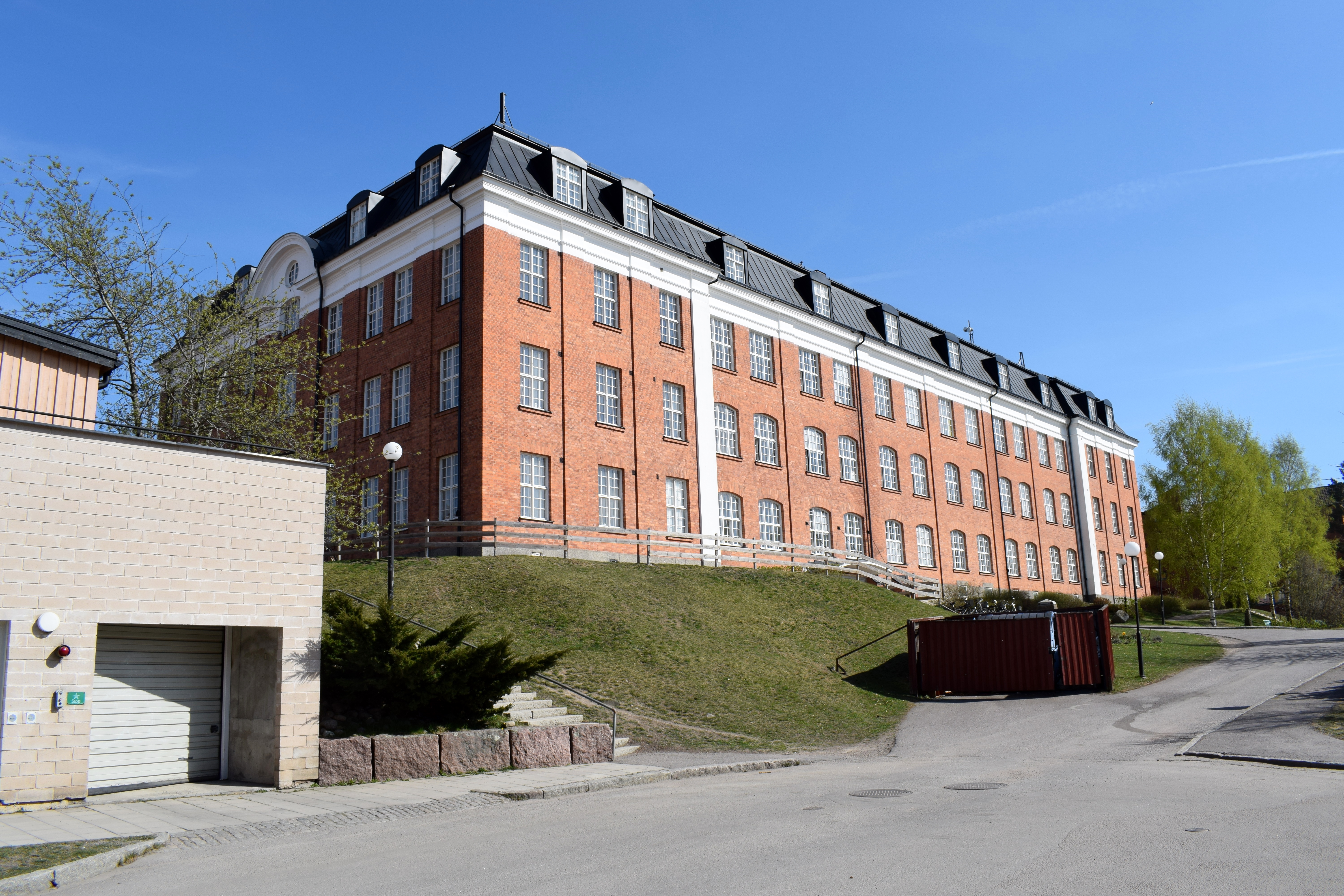
Huvudkasernen vid kårens kasernetablissement i Linköping.
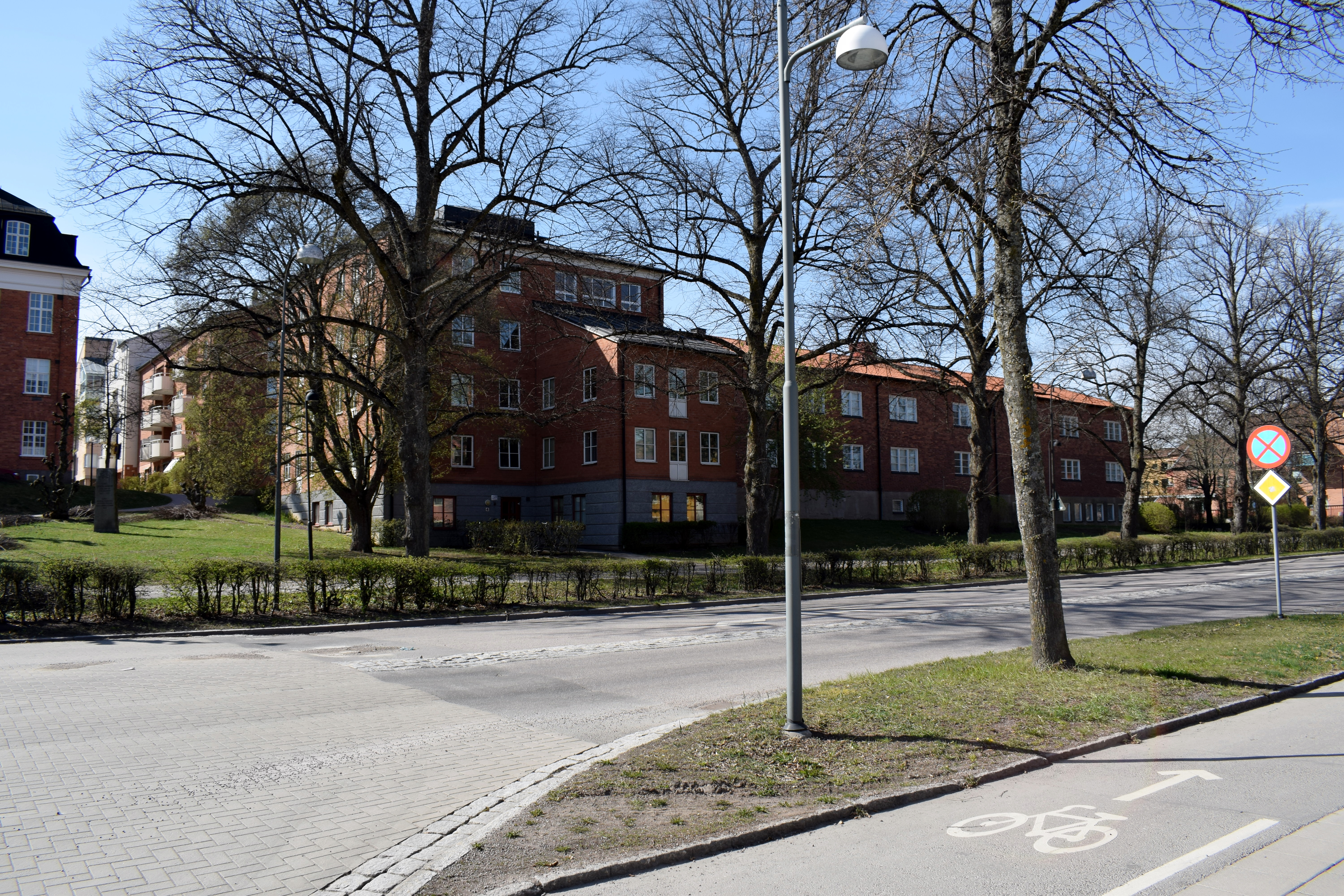
Norra kasernen vid kårens kasernetablissement i Linköping.
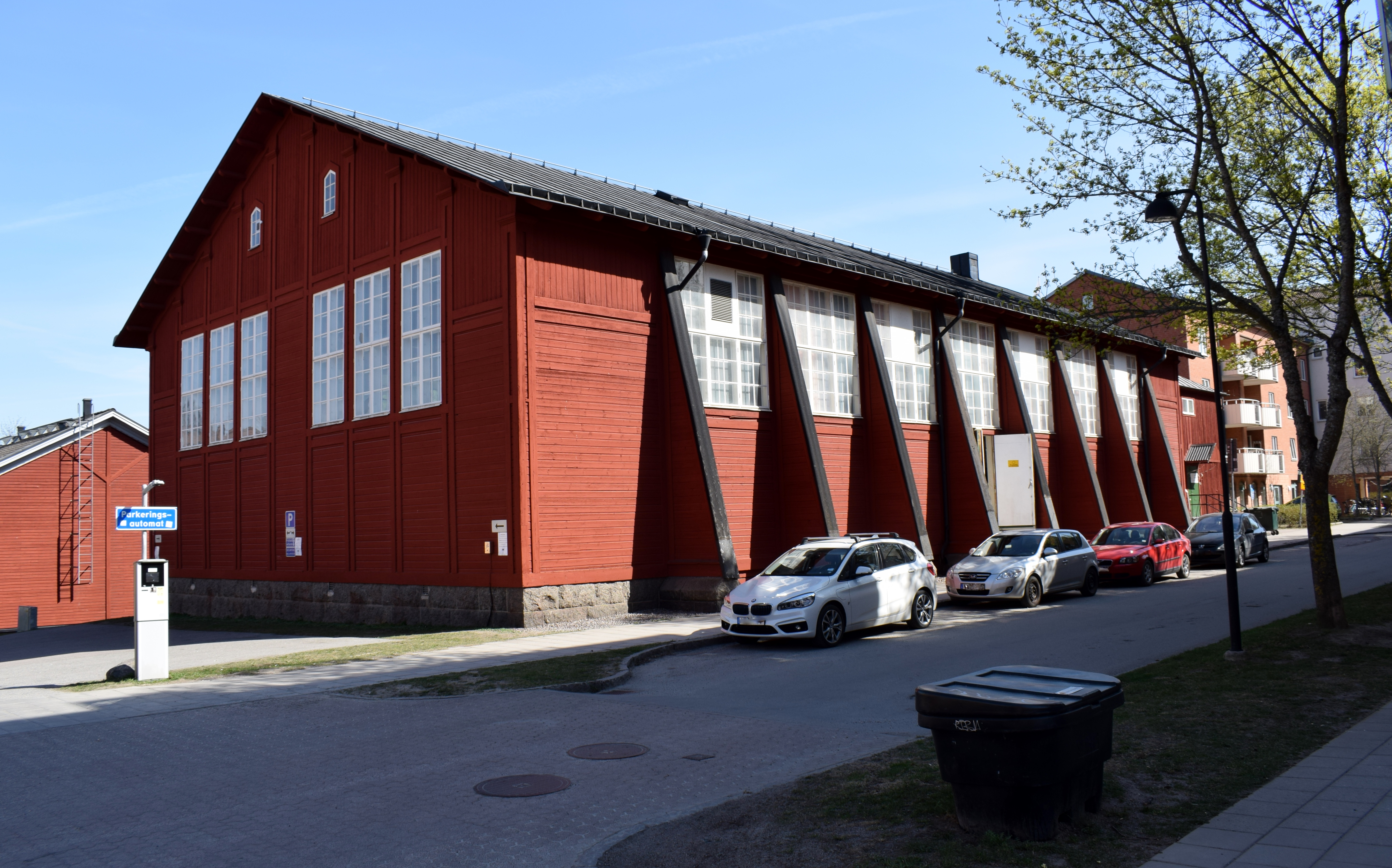
Exercishall vid kårens kasernetablissement i Linköping.
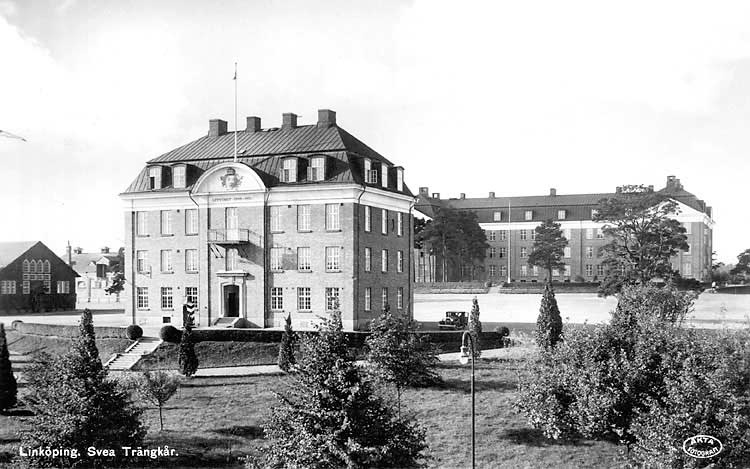
Kårens kaserner vid Kaserngatan i Linköping.
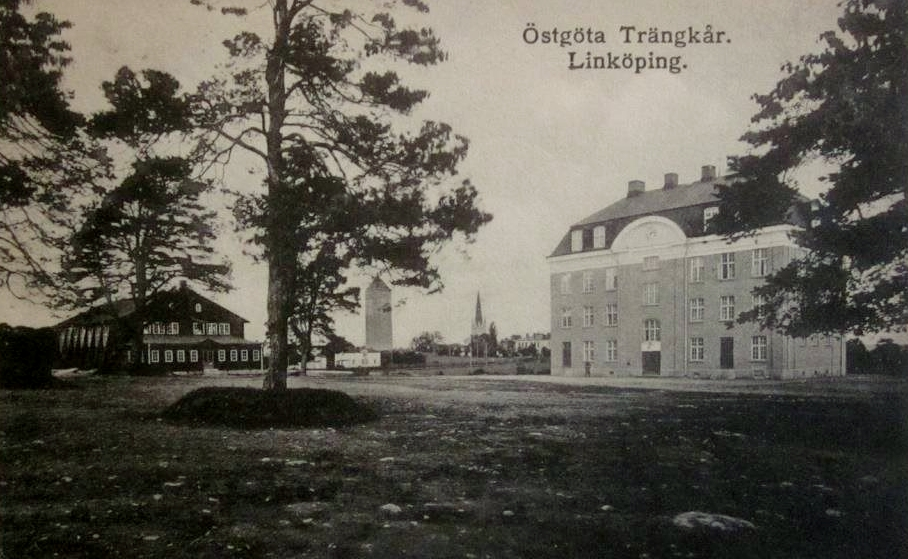
Kårens kaserner vid Kaserngatan i Linköping.
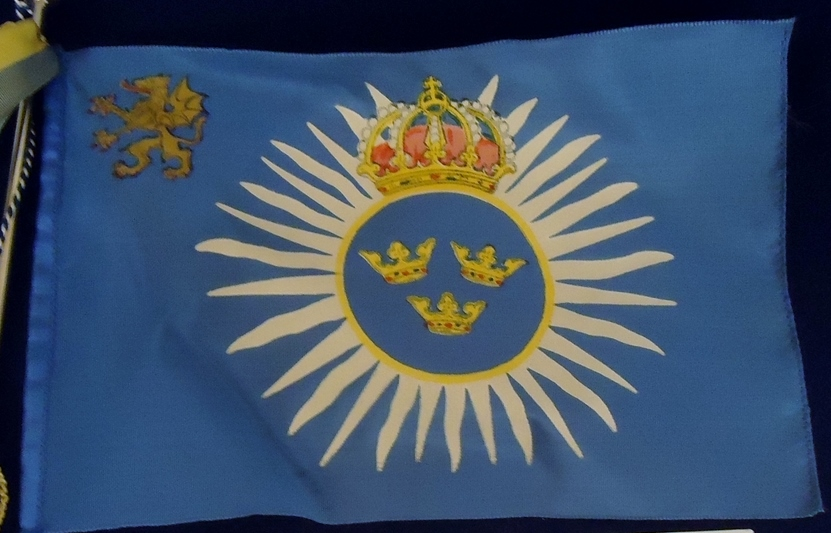
Förbandsfana
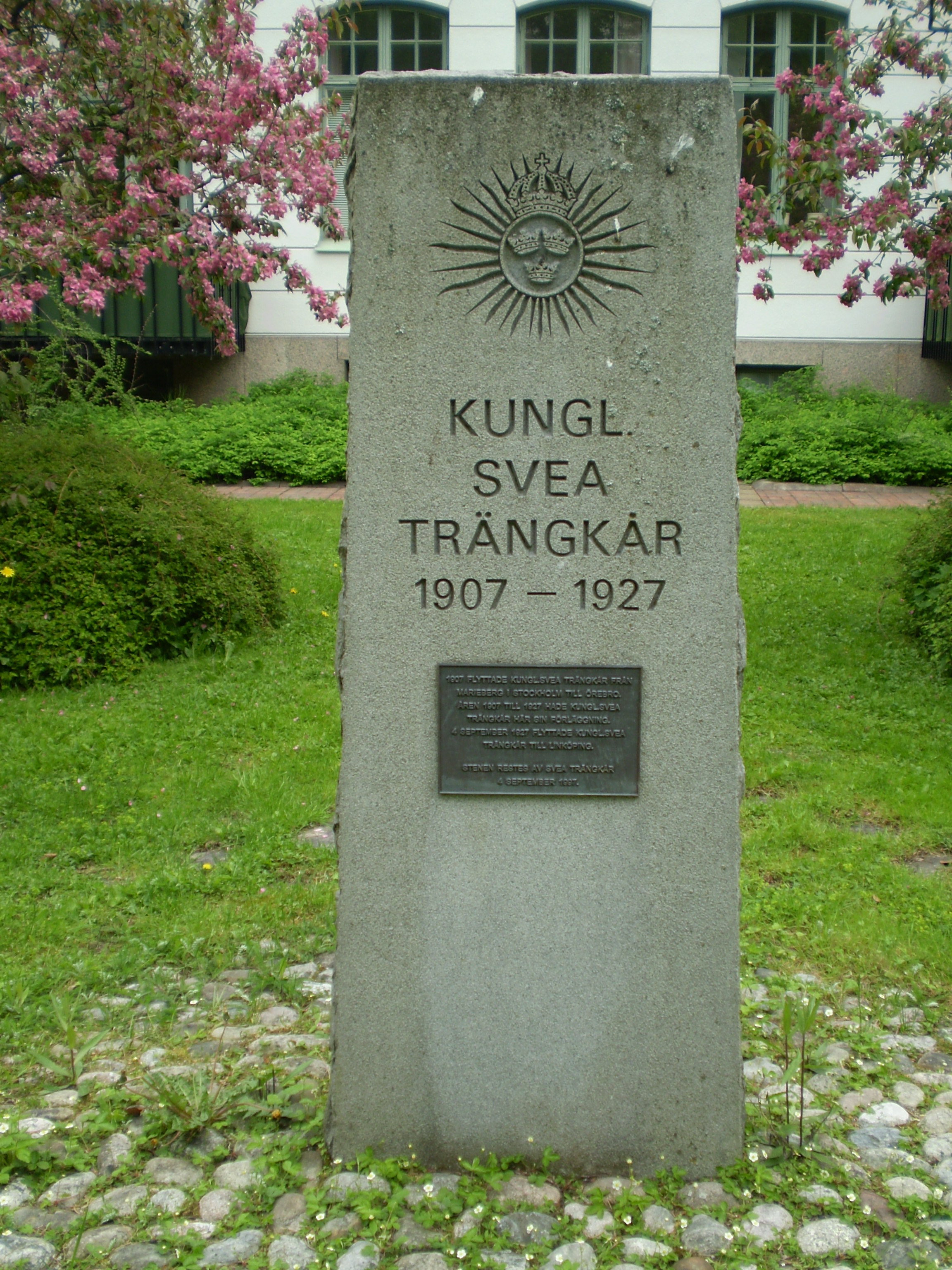
Minnessten över Svea trängkårs tid i Örebro.
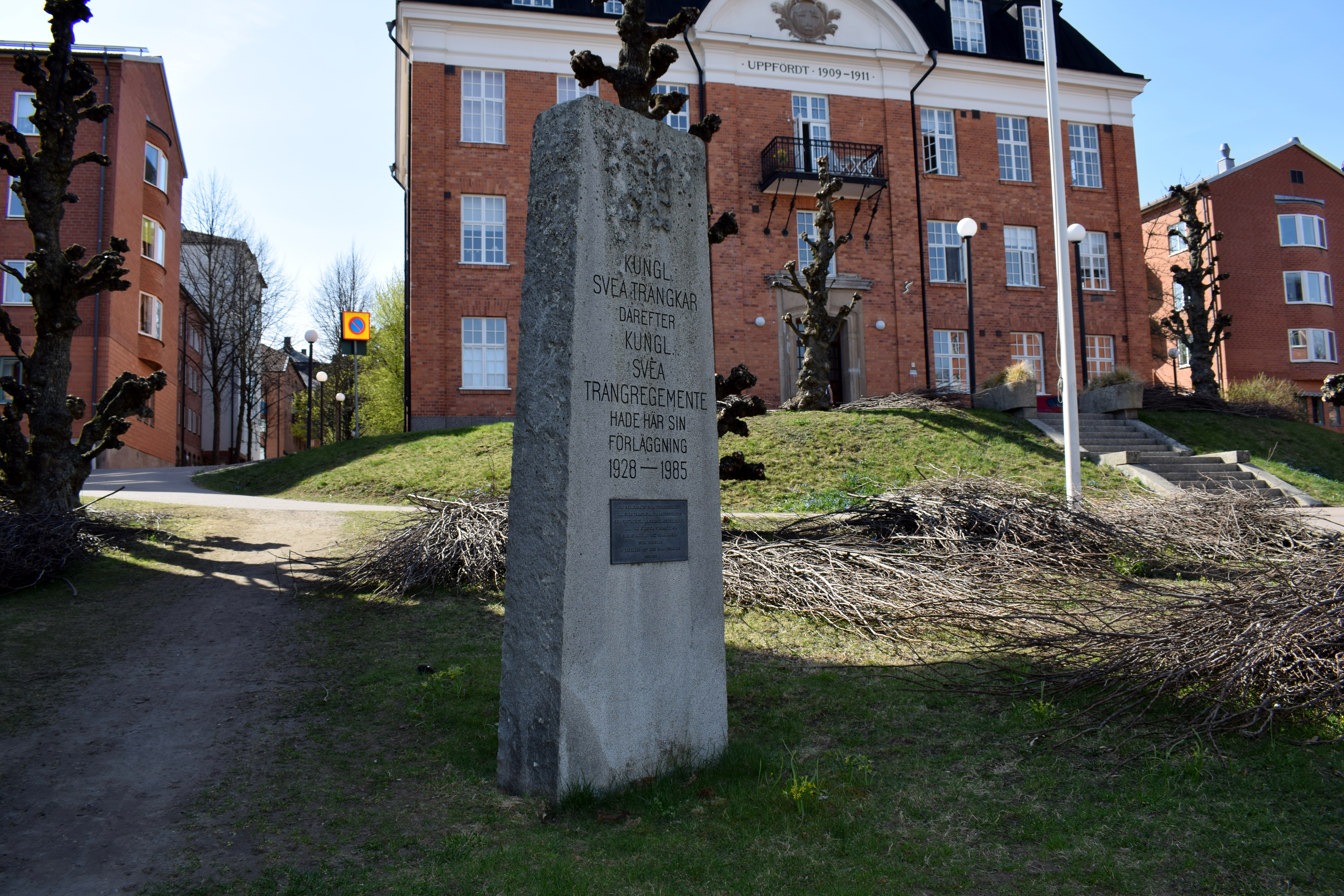
Minnessten över Svea trängkårs tid i Linköping.